# Eulerkarakteristiek
In wiskunde, meer bepaald in de algebraïsche topologie, een deelgebied van de topologie, en in de combinatoriek van de veelvlakken, is de eulerkarakteristiek of Euler-Poincaré-karakteristiek, een topologische eigenschap, namelijk een geheel getal dat wiskundige structuur of de essentie van de vorm van een topologische ruimte beschrijft, maar verder invariant is onder vervorming. Een eulerkarakteristiek wordt gewoonlijk aangeduid door de Griekse letter {\displaystyle \chi } (chi).
De eulerkarakteristiek werd oorspronkelijk gedefinieerd voor veelvlakken en gebruikt om verschillende stellingen over veelvlakken te bewijzen. Leonhard Euler, naar wie deze karakteristiek is vernoemd, was verantwoordelijk voor veel van het vroege werk. In de moderne wiskunde ontstaat de eulerkarakteristiek vanuit de homologie en staat zij in verbinding met vele andere invarianten.
De eulerkarakteristiek, genoteerd als {\displaystyle \chi } (chi), wordt voor oppervlakken van veelvlakken gedefinieerd volgens de formule
{\displaystyle \chi =H-R+V},
waar H, R en V respectievelijk de aantallen hoekpunten, ribben en vlakken in het gegeven veelvlak zijn. 

## Veelvlakken

### Niet-zelfdoorsnijdende niet-samengestelde veelvlakken
De eulerkarakteristiek van alle niet-zelfdoorsnijdende niet-samengestelde veelvlakken is twee, hoe onregelmatig zij verder ook zijn.
{\displaystyle \chi =H-R+V=2}.
Dit resultaat staat bekend als de formule van Euler voor veelvlakken. Bekende voorbeelden van deze lichamen zijn de zesvlakken en de vijf regelmatige veelvlakken, of Platonische lichamen.

### Zelfdoorsnijdende veelvlakken
Er zijn veelvlakken, die kunnen worden gezien als een zelfdoorsnijdend veelvlak, maar tegelijk als een normaal veelvlak. Voor hetzelfde lichaam verschilt dan het aantal hoekpunten, ribben en vlakken. Gezien als een normaal veelvlak is de eulerkarakteristiek gelijk aan twee. Gezien als een zelfdoorsnijdend veelvlak is de eulerkarakteristiek van hetzelfde lichaam meestal anders. De oppervlakken van zelfdoorsnijdende veelvlakken kunnen een verschillende eulerkarakteristiek hebben.

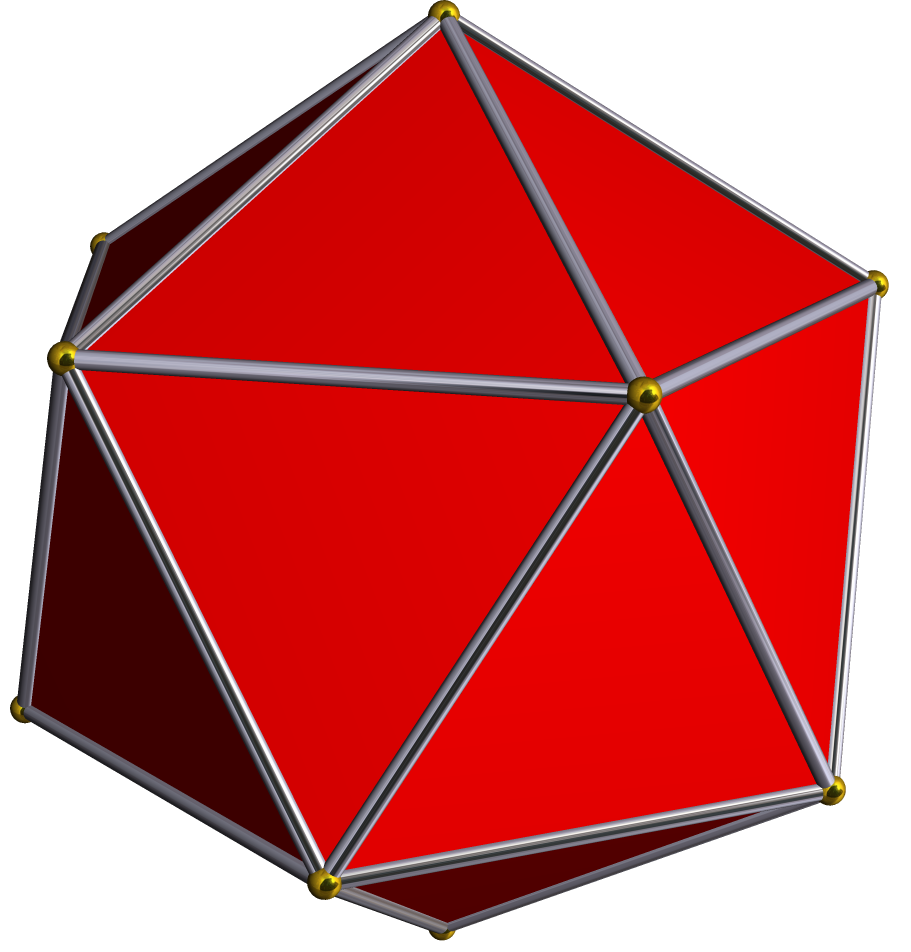
De zijvlakken van een icosaëder snijden elkaar niet,
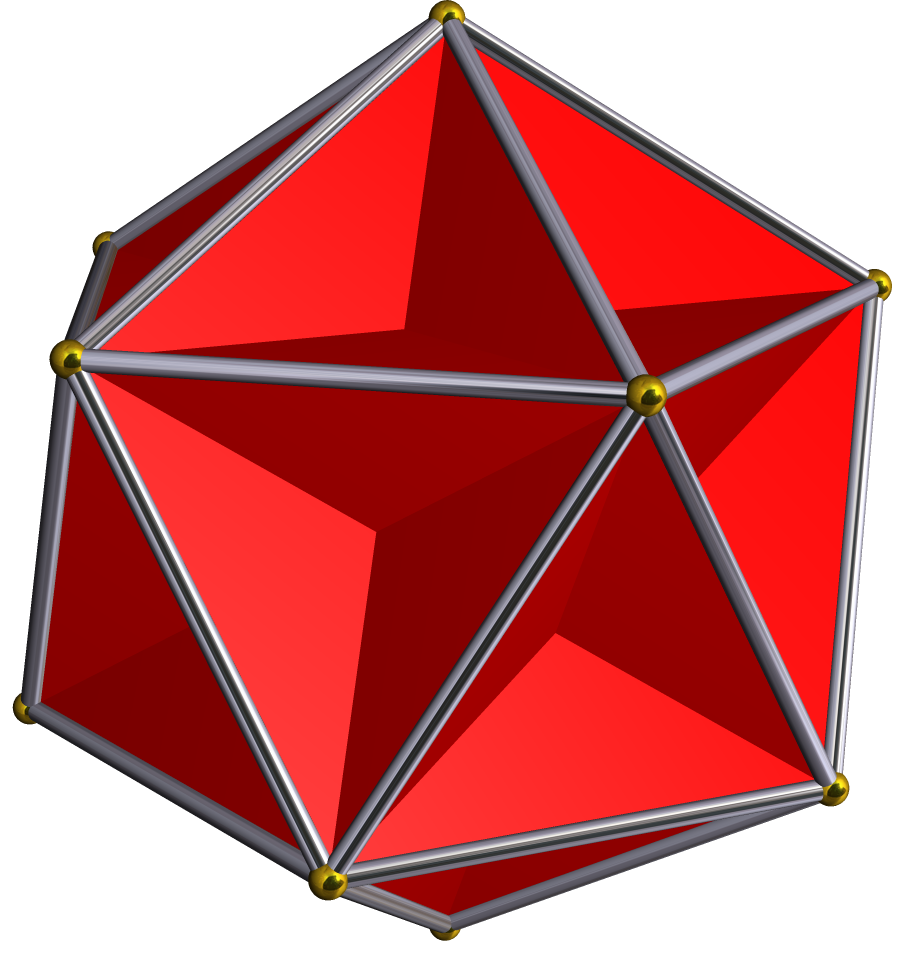
van een grote dodecaëder daarentegen wel.

### Voorbeelden van zelfdoorsnijdende veelvlakken
| Naam                 | Afbeelding | Hoekpunten H | Ribben R | Vlakken V | Euler-karakteristiek: H − R + V |
| -------------------- | ---------- | ------------ | -------- | --------- | ------------------------------- |
| Grote sterdodecaëder |            | 20           | 30       | 12        | 2                               |
| Tetrahemihexahedron  |            | 6            | 12       | 7         | 1                               |
| Octahemioctahedron   |            | 12           | 24       | 12        | 0                               |
| Cubohemioctahedron   |            | 12           | 24       | 10        | −2                              |
| Grote dodecaëder     |            | 12           | 30       | 12        | −6                              |

## Voorbeelden
De eulerkarakteristiek kan gemakkelijk worden berekend voor algemene oppervlakken door een polygonisatie van het oppervlak te vinden (dat wil zeggen een beschrijving als een CW-complex) en gebruik te maken van de bovenstaande definities.
| Naam                                                                | Bestand | Euler-karakteristiek |
| ------------------------------------------------------------------- | ------- | -------------------- |
| Interval                                                            |         | 1                    |
| Cirkel                                                              |         | 0                    |
| Schijf                                                              |         | 1                    |
| Sfeer                                                               |         | 2                    |
| Torus (Product van twee cirkels)                                    |         | 0                    |
| Dubbele torus                                                       |         | −2                   |
| Drievoudige torus                                                   |         | −4                   |
| Reëel projectief vlak                                               |         | 1                    |
| Möbiusband                                                          |         | 0                    |
| Kleinfles                                                           |         | 0                    |
| Twee sferen (niet verbonden) (Disjuncte vereniging van twee sferen) |         | 2 + 2 = 4            |
| Drie sferen (niet verbonden) (Disjuncte vereniging van drie sferen) |         | 2 + 2 + 2 = 6        |

Elke samentrekbare ruimte (dat wil zeggen, een homotopie gelijkwaardig aan een punt) heeft een triviale homologie, wat wil zeggen dat het 0-de Betti-getal gelijk is aan 1 en de andere Betti-getallen gelijk zijn aan 0. Daarom is zijn eulerkarakteristiek gelijk aan 1. Dit geval bevat de Euclidische ruimte {\displaystyle \mathbb {R} ^{n}} van elke dimensie, evenals de vaste eenheidsbal in elke Euclidische ruimte - het eendimensionale interval, de tweedimensionale schijf, de driedimensionale bal, enzovoorts.
De n-dimensionale sfeer heeft Betti-getal 1 in dimensies 0 en n, alle andere Betti-getallen zijn hier gelijk aan 0. Vandaar zijn eulerkarakteristiek van {\displaystyle 1+(-1)^{n}} - dat wil zeggen, ofwel 0 of 2.
De n-dimensionale reële projectieve ruimte is het quotiënt van de n-sfeer en haar antipodale afbeelding. Hieruit volgt dat de eulerkarakteristiek precies de helft van die van de corresponderende sfeer is - ofwel 0 of 1.
De n-dimensionale torus is de productruimte van n cirkels. De eulerkarakteristiek is 0, door de producteigenschap.